# Ревне (Чернівецький район)
Ре́вне — село в Україні, у Мамаївській сільській громаді Чернівецького району Чернівецької області.
Село входить до складу Стрілецькокутського старостинського округу. Межує із селами : Стрілецький Кут, Бурдей. 

## Географія
У селі розташована ботанічна пам'ятка природи «Вікові дуби». А неподалік від села — заповідне урочище «Ринва» і ботанічні пам'ятки природи «Дубово-букова ділянка» та Ревнянський дуб.
Через село тече струмок Ревняк, правий доплив Пруту. 

## Історія
Поблизу села розташований пам'ятник державного підпорядкування «Ревнянське городище VIII-Х століття», залишки кількох поселень та святилища того ж часу, що розташовані безпосередньо на території села. Можливо, місто було засноване хорватсько-моравським князем Святоплуком і було столицею його князівства.
На городищі-притулку близько могильника з трупоспаленнями розташована яма з пологими стінками (діаметр 5 м, глибина 50 см), заповнена попелом, вугіллям, перепаленими кістками, уламками посуду, кістками тварин. У центрі поглиблення знаходиться стовпова яма, оточена півколом стовпових ямок. Науковці вважають городище святилищем.

## Населення

### Перепис населення Румунії 1930
Національний склад населення за даними перепису 1930 року у Румунії:
| Національність | Кількість осіб | Відсоток |
| -------------- | -------------- | -------- |
| українці       | 1021           | 97,52 %  |
| румуни         | 8              | 0,76 %   |
| поляки         | 8              | 0,76 %   |
| євреї          | 6              | 0,57 %   |
| німці          | 3              | 0,29 %   |
| чехи, словаки  | 1              | 0,10 %   |

Мовний склад населення за даними перепису 1930 року:
| Мова              | Кількість осіб | Відсоток |
| ----------------- | -------------- | -------- |
| українська        | 1025           | 97,90 %  |
| румунська         | 8              | 0,76 %   |
| німецька          | 7              | 0,76 %   |
| польська          | 4              | 0,38 %   |
| їдиш              | 2              | 0,19 %   |
| чеська, словацька | 1              | 0,10 %   |

### Мова
Розподіл населення за рідною мовою за даними перепису 2001 року:
| Мова       | Кількість | Відсоток |
| ---------- | --------- | -------- |
| українська | 1066      | 99.91%   |
| білоруська | 1         | 0.09%    |
| Усього     | 1067      | 100%     |